# Dietes grandiflora
Dietes grandiflora (íris selvagem grande ou moréia) é uma planta perene, rizomatosa, com longas e rígidas folhas em forma de espada, suas folhas são verdes. Pertencem à família Iridaceae. 

## Distribuição
É uma espécie vegetal nativa do continente Africano, sendo uma planta endêmica da África do Sul. Podendo ser encontrada em regiões áridas e montanhosas, principalmente na África, na América do Sul e na América Central.

## Descrição

### Flores
As flores são brancas marcadas com amarelo e violeta, possuindo 6 sépalas, onde em sua poção de inserção no receptáculo floral, possuem 2 a 3 marcas marrons, estas em formato de pintas, e 3 pétalas com o ápice terminado em duas pontas. As flores são seguidas de vagens grandes e eles são muito propensos a própria semeadura.
A floração ocorre na primavera e no verão, nos meses de setembro, outubro e novembro.

## Ecologia e habitat
São consideradas como uma erva daninha em algumas partes da Austrália. Elas podem crescer na sombra completa (neste caso não haverá floração) a pleno sol, onde florescerão mais profusamente. Onde ela for plantada nenhuma outra planta crescerá junto.